# Dmitri Kardovski
Dmitri Nikolaïevitch Kardovski (en russe : Дмитрий Николаевич Кардовский), né le 24 août 1866 (5 septembre dans le calendrier grégorien) et mort le 9 février 1943, est un peintre russe, illustrateur et décorateur de théâtre.

## Biographie
Kardovski est né près de Pereslavl-Zalesski dans le gouvernement de Iaroslavl. Après avoir étudié le droit à l'Université de Moscou, il entre, en 1892, à l'Académie impériale des beaux-arts de Saint-Pétersbourg où il a pour professeurs Pavel Tchistiakov et Ilia Répine. En 1896, il se rend à Munich où, avec son compatriote Igor Grabar, il étudie dans l'atelier privé d'Anton Ažbe. Il retourne à Saint-Pétersbourg en 1900  et il épouse la peintre Olga Della-Vos-Kardovskaïa. Il  sort diplômé de l'Académie de Saint-Pétersbourg en 1902. En 1907, il obtient un poste de professeur à l'Académie. Il aura notamment comme élève le peintre Frédéric Fiebig.
Kardovski a exploré de nombreux styles dont l'impressionnisme et l'Art nouveau mais il était plus attiré par la peinture figurative que par l'expérimentation formelle. À partir de 1902, il devient un illustrateur prolifique et travaille principalement sur les classiques de la littérature russe de Tchekhov, Gogol, Lermontov ou Tolstoï. Il s'adonne également à la caricature politique et collabore avec les journaux satiriques Joupel (L'Épouvantail) et La Poste de l'enfer (en russe : Adskaïa Potchta) de 1905 à 1906.
Grand admirateur de Mikhaïl Vroubel, il organise en 1912, une rétrospective posthume de son œuvre. Kardovski meurt à Pereslavl-Zalesski en 1943.

## Galerie

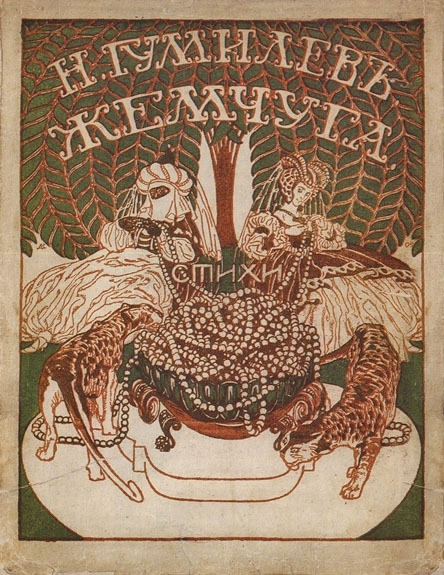
Couverture du recueil Perles de Nikolaï Goumilev (1910).
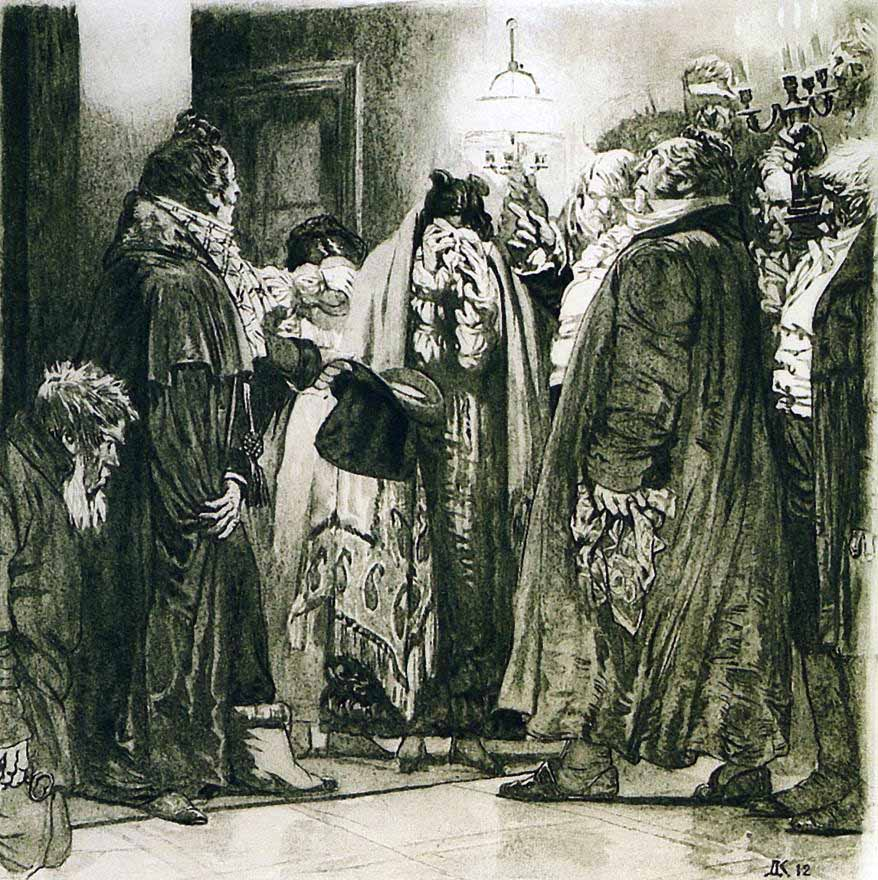
Illustration de Malheur d'avoir trop d'esprit de Griboïedov (1912).
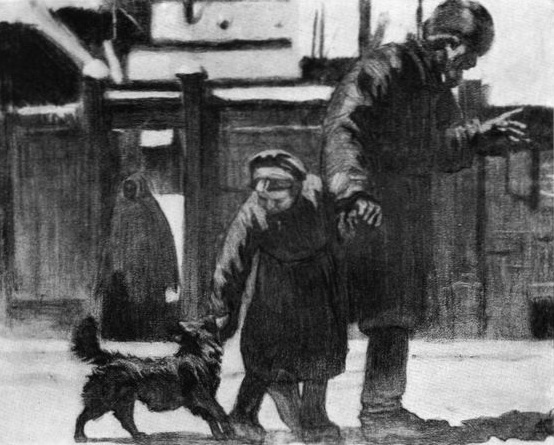
Illustration  de Kachtanka d'Anton Tchekhov (1892).
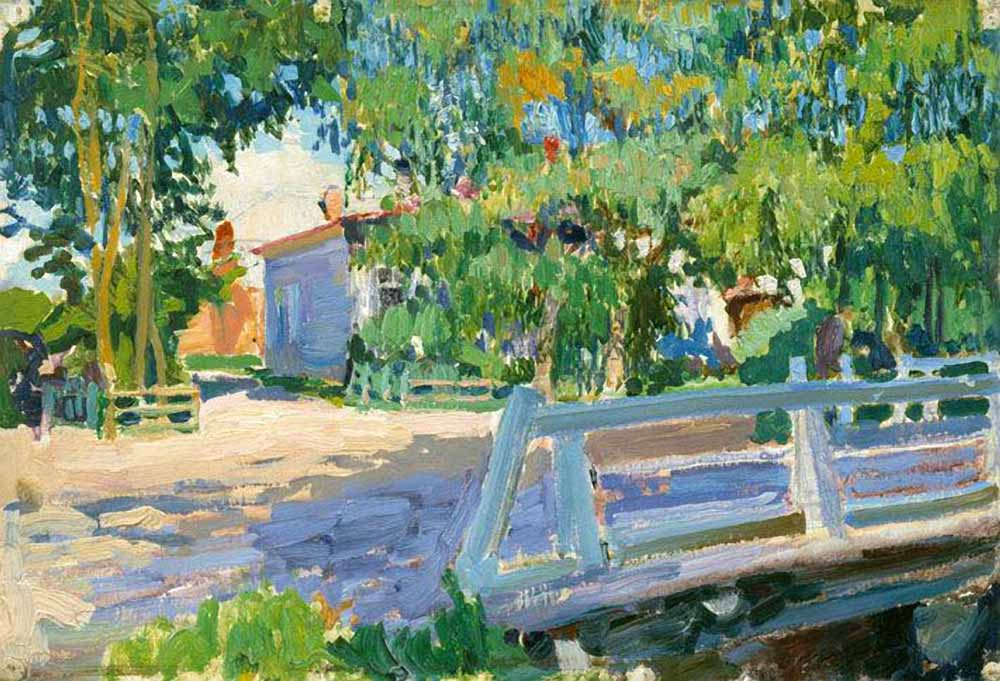
Le Pont (1906).
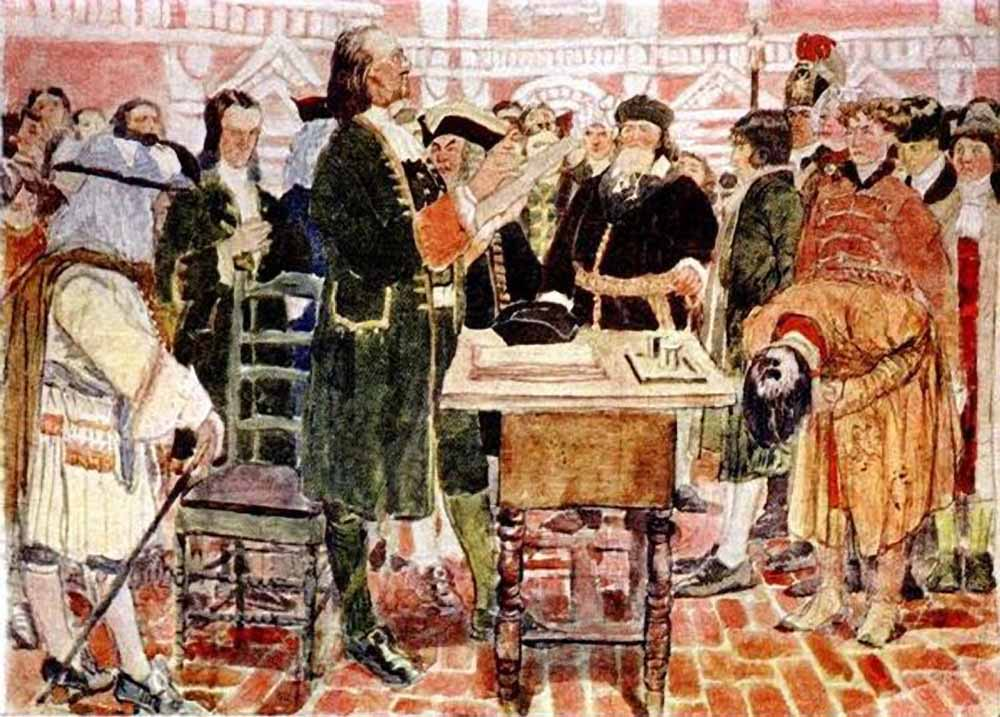
Pierre le Grand (1907).
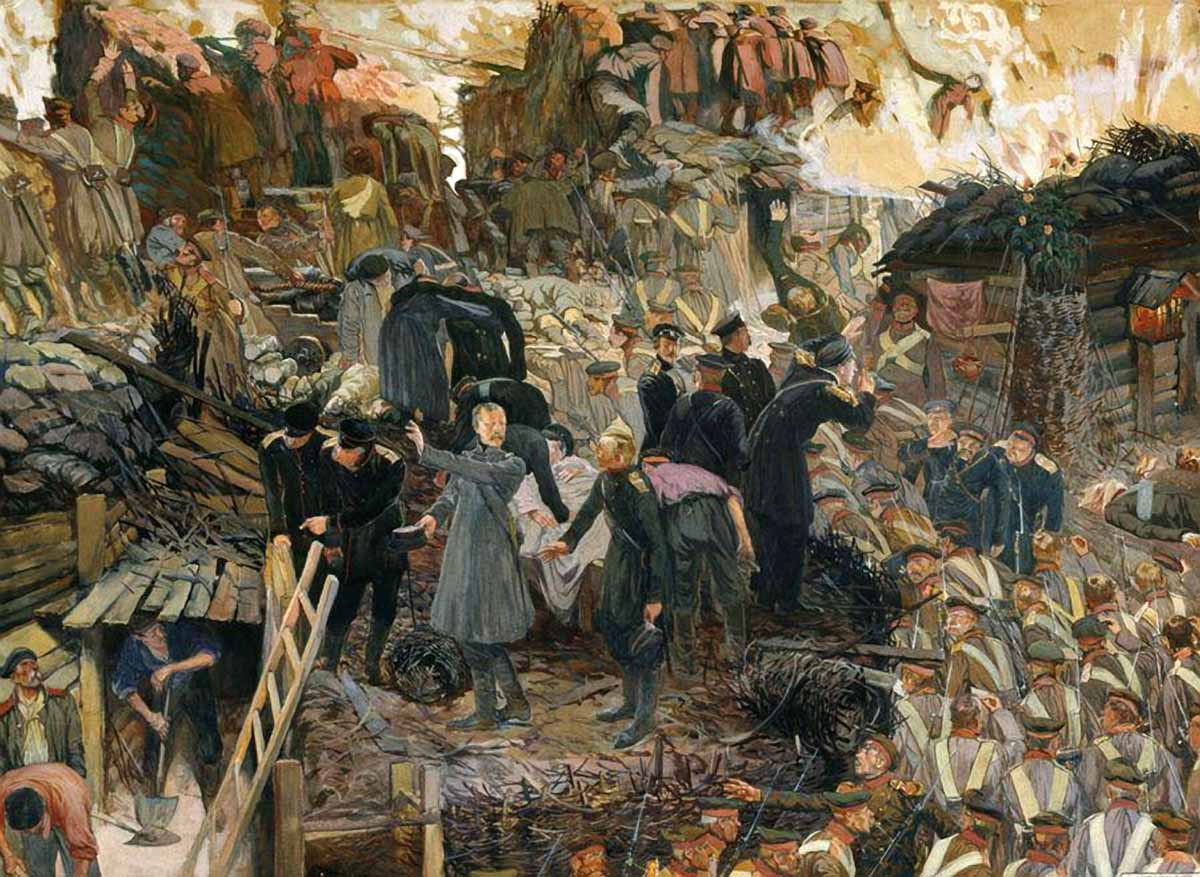
La Défense de Sébastopol (1910).